# The Great Khali
Pour les articles homonymes, voir Singh.
Dalip Singh Rana (né le 27 août 1972 à Dhiraina, Himachal Pradesh), plus connu sous le nom de The Great Khali, est un catcheur, culturiste et acteur indien naturalisé américain. Il est connu pour son travail à la World Wrestling Entertainment.
Il commence sa carrière de catcheur en 2000 après avoir immigré aux États-Unis. Il rejoint la New Japan Pro-Wrestling un an plus tard où il fait équipe avec Giant Silva. Il signe un contrat avec la World Wrestling Entertainment  en 2006. Durant toute sa carrière, Singh a remporté un seul titre, le championnat du monde poids lourds. En dehors du catch, il a également joué dans plusieurs films et séries télévisées.
Après avoir quitté la WWE, Singh crée sa propre école et fédération de catch dans son pays natal en 2015 qui s'appelle Continental Wrestling Entertainment.

## Biographie
Singh est né dans le village indien de Dhinara, dans l'Himachal Pradesh. Il est le troisième enfant d'une fratrie de huit. Il travaille à la construction et l'entretien de routes.
En 1993, il démontre un talent en bodybuilding. Le directeur général de la police du Penjab le remarque et l’aide à intégrer les forces de police en 1994. Ce changement d’emploi lui permet de consacrer plus de temps à l’entraînement et à la pratique du bodybuilding. Il remporte les titres de Mister India en 1997 et 1998.

## Carrière de catcheur

### New Japan Pro-Wrestling (2000-2006)
En 1999, Singh part aux États-Unis et s'entraîne pour devenir catcheur à l'école de l'All Pro Wrestling (APW). Il participe à son premier combat le 7 octobre 2000 où avec Tony Jones Boyce ils perdent face à LeGrande et Robert Thompson un match pour le championnat par équipe de l'APW,. En mai 2001, il s'entraîne avec Brian Ong, un élève de l'école de l'APW, et le blesse en effectuant un flapjack. Cette blessure cause la mort de Ong. La famille d'Ong intente un procès à l'APW et Singh et obtiennent 1 300 000 dollars.
En octobre 2001, il part au Japon où il lutte à la New Japan Pro-Wrestling sous le nom de Giant Singh. Il y fait équipe avec Giant Silva avec qui ils forment l'équipe Club 7 et ils sont membres du clan TEAM2000,.
Le 4 janvier 2002, il fait équipe avec Masahiro Chōno et perdent leur match face à Tenkoji. Il participe avec Chōno et Giant Silva à la Teisen Hall Cup qui se déroule du 2 au 3 février qu'ils remportent en éliminant Hiro Saito, Hiroyoshi Tenzan et Tatsutoshi Goto au premier tour, Jushin Thunder Liger, Osamu Nishimura et Tatsumi Fujinami en demi finale et enfin Manabu Nakanishi, Rick Steiner et Yūji Nagata en finale. Singh et Silva font équipe durant le tournoi pour désigner les nouveaux champion par équipe International Wrestling Grand Prix (IWGP) et éliminent Scott Norton et Super J le 14 mars avant de se faire sortir trois jours plus tard par Manabu Nakanishi et Yuji Nagata. L'alliance avec GiantSilva prend fin et ils s'affrontent le 29 août dans un match remporté par Silva,.

### World Wrestling Entertainment (2006-2014)

#### Passage à la Deep South Wrestling (2006)
Début janvier 2006, la World Wrestling Entertainment (WWE) annonce la signature de Singh. Il rejoint la Deep South Wrestling, le club-école de la WWE. Pour ses débuts dans cette fédération le 14 mai, il bat en moins d'une minute Joseph et John Slaughter. Puisqu'il commence en même temps à apparaitre dans les émissions de la WWE, il quitte la DSW quelques semaines plus tard.

#### Débuts (2006-2007)

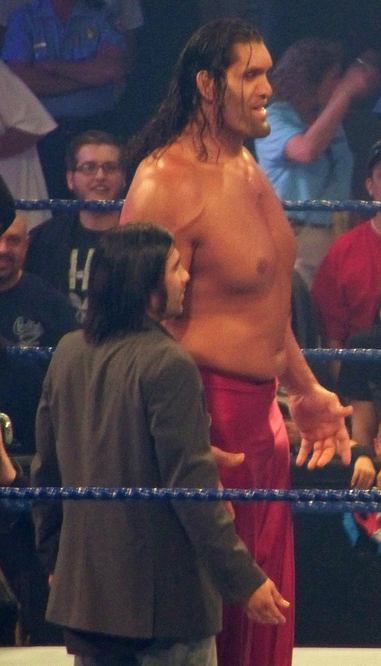
Entre 2007 et 2011, Khali a été accompagné par son manager et traducteur Ranjin Singh.

Le 7 avril 2006, Singh et son manager Daivari interviennent dans le match opposant Mark Henry et The Undertaker en attaquant ce dernier. Singh adopte ensuite le nom de ring de The Great Khali la semaine suivante. Le 21 avril à Smackdown, il bat Funaki au cours d'un match très rapide.
Le 21 mai lors de Judgment Day, il bat The Undertaker.
La WWE prévoit un  Punjabi prison match  pour The Great American Bash mais Singh ne peut participer à ce combat à cause de problèmes au foie. C'est Big Show qui remplace Khali pour ce match qui est un désastre à cause du concept et de la mise en place de la rivalité entre les deux protagonistes,. Une fois guéri, Khali revient et perd un Last Man Standing match face à The Undertaker le 15 août.
The Great Khali s'en va ensuite à la ECW et y effectue quelques combats durant les semaines suivantes.
Le 28 janvier 2007 lors du Royal Rumble, il rentre en 28e position, et élimine sept participants en 47 secondes, avant de se faire éliminer par The Undertaker, qui remportera le match.
Lors du draft de 2007, il est drafté à Raw.
Le 1er avril à Wrestlemania 23, il bat Kane.
Le 20 mai lors de Judgment Day, il ne remporte pas le WWE Championship, battu par John Cena par soumission.
Le 3 juin à One Night Stand, il perd un Falls Count Anywhere Match contre John Cena, qui conserve le titre de la WWE.

#### World Heavyweight Champion (2007)

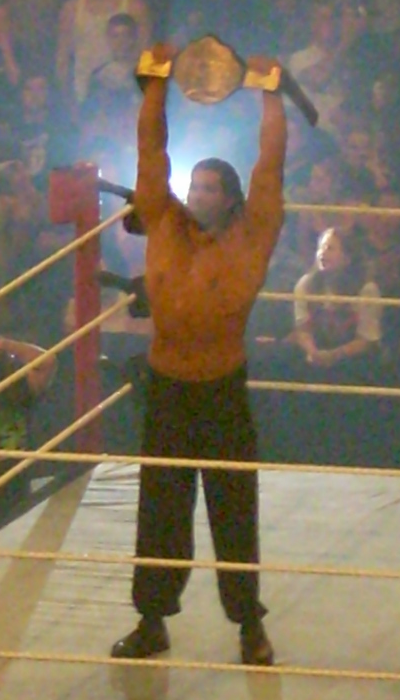
The Great Khali remportant le Championnat du Monde Poids-Lourds.

Le 11 juin, The Great Khali est drafté à SmackDown.
Lors du show du 17 juillet, Edge doit rendre son titre, pour blessure. Khali remporte une 20 man Battle Royal pour gagner le WWE World Heavyweight Championship après avoir éliminé Kane et Batista. Le 22 juillet, lors du Great American Bash, il conserve son titre en battant Kane et Batista.
Le 26 août à SummerSlam, il conserve son titre en perdant contre Batista par disqualification, après l'avoir frappé avec une chaise.
Le 16 septembre lors de Unforgiven, il perd contre Batista dans un Triple Threat Match qui incluait aussi Rey Mysterio, ne conservant pas son titre.
Le 7 octobre à No Mercy, il ne récupère pas le championnat du monde poids-lourd, battu par Batista dans Punjabi Prison match.

#### Diverses rivalités (2007-2008)

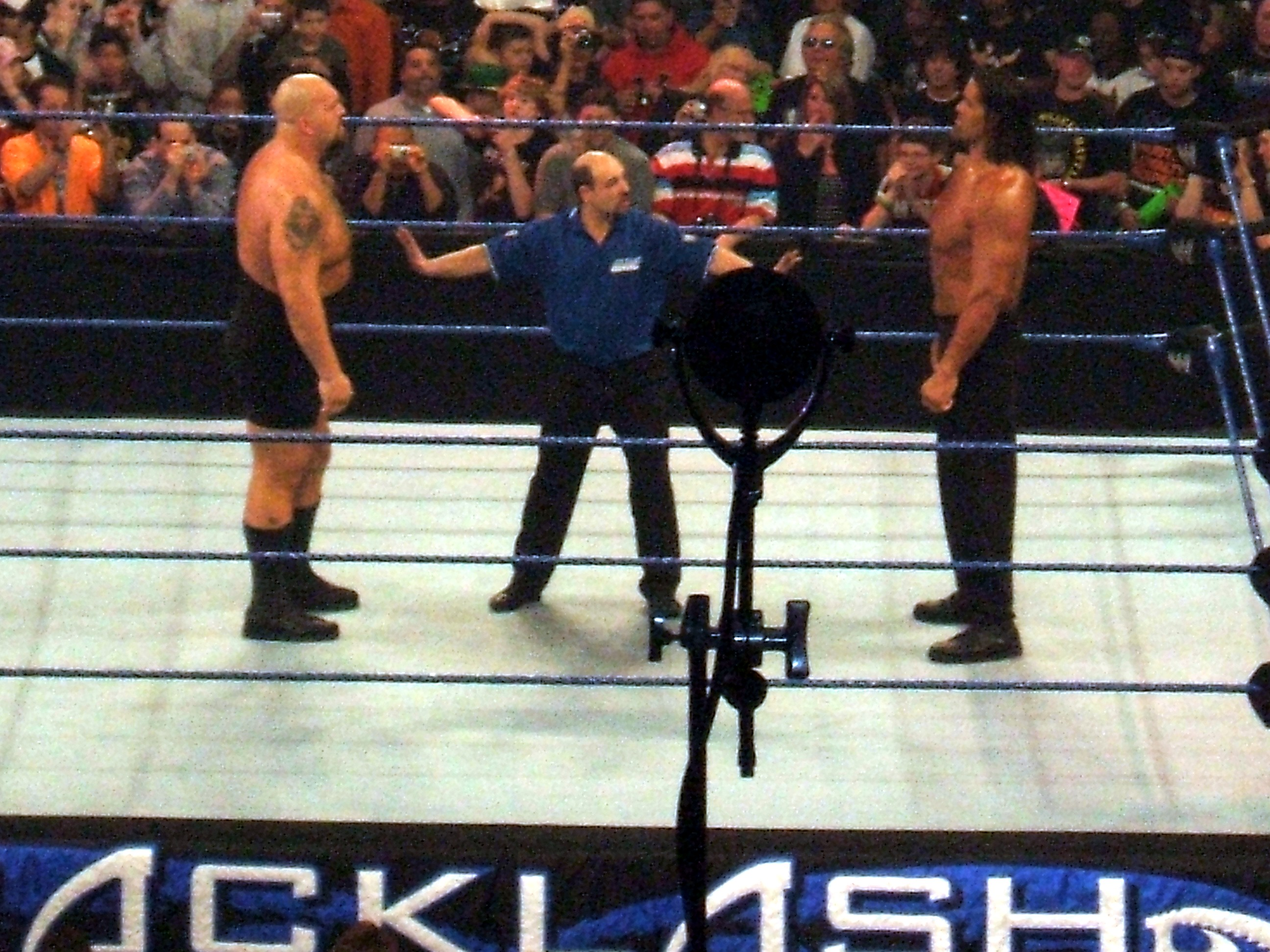
Khali (à droite), faisant face à Big Show lors de leur match à Backlash.

Le 18 novembre aux Survivor Series, il bat Hornswoggle par disqualification après une intervention de Finlay qui l'a attaqué.
Le 16 décembre à Armageddon, il perd contre Finlay.
Le 30 mars 2008 à WrestleMania XXIV, il perd une 24-Man Battle au profit de Kane, et ne devient pas challenger au ECW Championship de Chavo Guerrero.
Le 27 avril à Backlash, il perd contre Big Show.
The Great Khali remporte une Battle Royal l'opposant à Jeff Hardy, MVP, Umaga, Mr. Kennedy et Big Show pour devenir l'aspirant numéro 1 au le WWE Championship. Il obtient alors un match pour le titre contre Triple H à SummerSlam, où Triple H conserve son titre.

#### The Punjabi Playboy (2008-2011)

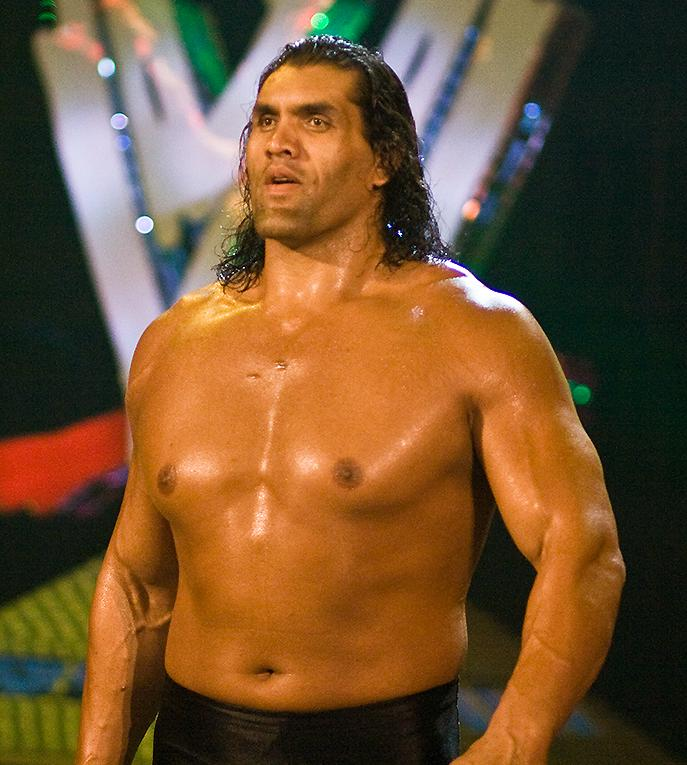
Khali en 2008.

Le 17 octobre, il effectue un Face turn, après avoir refusé d'attaquer son adversaire, The Undertaker, avec une chaise, sur ordre de Big Show.
Le 3 novembre à Raw, il confirme son Face turn en arrivant après le match qui opposait Rey Mysterio et Kofi Kingston contre Kane et Mark Henry, en attaquant ces derniers.
Le 23 novembre aux Survivor Series, il gagne avec Rey Mysterio, Shawn Michaels et Cryme Tyme contre JBL, The Miz, John Morrison, MVP et Kane dans le  5-on-5 Traditionnal Survivor Series Elimination Match. Il y élimine MVP et reste sur le ring jusqu'à la fin du match avec Shawn Michaels et Rey Mysterio.
Le 26 décembre, il arrive avec une nouvelle musique d'entrée intitulée Land Of Five Rivers, et une nouvelle tenue, puis il bat MVP.
Le 25 janvier 2009, au Royal Rumble il entre en 5e position et se fait éliminer par Vladimir Kozlov.
Le 26 avril à Backlash, il frappe Beth Phoenix avant le match ce qui permet à Santina Marella de faire le tombé.
Le 28 juin lors de The Bash, il perd contre Dolph Ziggler dans un No Disqualification Match à la suite d'une intervention de Kane.
Le 23 août à SummerSlam, il perd contre Kane.
Le 13 septembre à Breaking Point, il perd face au même adversaire dans Singapore Cane Match.
Le 31 janvier 2010 au Royal Rumble, il participe au 30-Man Royal Rumble Match, où il entre en 5e et se fait éliminer en 4e par Beth Phoenix.
Le 28 mars à WrestleMania XXVI, il participe en Dark Match à la Battle Royal avec 25 autres catcheurs. Il se fera éliminer car tous les autres se jetteront sur lui. Yoshi Tatsu remportera le match.
Lors du Draft supplémentaire du 27 avril, il est drafté à Raw. 
Il était prévu qu'il affronte la Nexus à SummerSlam avec la Team WWE (John Cena, Chris Jericho, Edge, Bret Hart, John Morrison et R-Truth), mais il sera contraint de quitter l'équipe après avoir étais passé à tabac par la Nexus le 9 août.
Le 23 août à Raw, il perd contre Chris Jericho en abandonnant sous le Wall of Jericho et ne participera pas au Six Pack Challenge du WWE Championship à Night of Champions. Il fut blessé par Sheamus qu'il lui a envoyé deux Brogue Kick. Ce sera sa dernière apparition de l'année.
Il fait son retour le 30 janvier 2011 au Royal Rumble pour le Royal Rumble Match. Il élimine Husky Harris avant de se faire éliminer par Mason Ryan.
En février, il présente le Khali Kiss Cam. Une femme est choisie au hasard dans le public par la caméra, puis vient sur le ring et échange un baiser avec Khali.
Lors du Dark match de Wrestlemania XXVII, il remporte une Battle Royal.
Le 26 avril, il est envoyé à SmackDown lors du draft supplémentaire. 
Le 27 mai, il effectue un Heel Turn après sa défaite face à Kane, en attaquant Ranjin Singh et en s'alliant avec Jinder Mahal.
Ce dernier giflait régulièrement Khali depuis des semaines afin de le motiver car il était mécontent de le voir relégué au second plan et d'enchaîner les défaites. Il se charge donc de le manager.

#### Diverses rivalités (2011-2012)
Le 9 septembre, il effectue un Face Turn lors d'un match face à Air Boom avec Mahal, en poussant ce dernier vers Kofi Kingston qui lui inflige son Trouble in Paradise.  
Le 30 septembre à SmackDown, il perd contre Mark Henry. Après le match, Henry l'agresse et lui brise le péroné.
Le 29 janvier 2012 au Royal Rumble, il effectue son retour dans le Royal Rumble Match en entrant en 15e position. Il élimine Jinder Mahal et Ezekiel Jackson, avant de se faire éliminer par Cody Rhodes et Dolph Ziggler.
Le 19 février à Elimination Chamber, il ne remporte pas le World Heavyweight Championship, battu par Daniel Bryan dans un Elimination Chamber match.
Le 1er avril à WrestleManania 28, il perd avec la Team Teddy contre la Team Johnny.
Le 20 mai à Over The Limit, il perd une Battle Royal au profit de Christian pour être challenger au titre Intercontinental ou au titre des États-Unis.
Durant l'été, il s'éloigne des rings pour subir une opération visant à enlever une tumeur bénigne de son hypophyse qui provoque une maladie appelée acromégalie, qui augmente sans cesse la croissance.
Il fait son retour le 27 octobre lors de WWE Saturday Morning Slam et bat Primo.

#### Alliance avec Hornswoogle & Natalya, Retour en solo et départ (2012-2014)
Il est accompagné par Hornswoggle lors du Raw du 19 novembre et il bat Primo et Epico. Durant les semaines suivantes, il est accompagné par Hornswoggle et Natalya durant ses entrées et ses matchs.
Le 27 janvier 2013 au Royal Rumble, il participe au Royal Rumble Match qui est remporté par John Cena.
Le 8 novembre à SmackDown, il effectue son retour en solo et perd contre Alberto Del Rio.
Le 26 janvier 2014 lors du Royal Rumble, il participe au Royal Rumble Match, où il sera éliminé par Roman Reigns. Le match sera remporté Batista.
Le 6 avril à WrestleMania XXX, il perd la bataille royale en mémoire d'André The Giant au profit d'Antonio Cesaro.
Le 20 juillet à Battleground, il perd une bataille royale pour le titre Intercontinental au profit de The Miz.
Le 28 octobre, il effectue son dernier match à la WWE en perdant contre Rusev.
On apprend son départ de la fédération le 14 novembre.

### Continental Wrestling Entertainment (2015-...)
En février 2015, Khali ouvre son école de catch au Punjab en Inde, la Continental Wrestling Entertainment. Le premier show aura lieu le 12 décembre 2015.

### Retour à la World Wrestling Entertainment (2017-2018)

#### Alliance avec Jinder Mahal,Heel Turn& second départ (2017-2018)
Le 23 juillet 2017 à Battleground, il effectue son retour en aidant Jinder Mahal à vaincre Randy Orton pour le Championnat de la WWE, effectuant un Heel Turn.
Le 27 avril 2018 au WWE Greatest Royal Rumble, il entre en 45e position dans le Royal Rumble Match mais se fait éliminer par Bobby Lashley & Braun Strowman.
La WWE annonce son second départ de la fédération le jour même[réf. nécessaire].

### Second retour à la World Wrestling Entertainment (2021)

#### WWE Hall of Fame (2021)
La WWE annonce que The Great Khali sera introduit au WWE Hall of Fame.
Le 6 avril 2021, il est intronisé au WWE Hall of Fame par visioconférence.

## Vie privée
- Il est atteint d'une maladie nommée l'acromégalie.
- Il est végétarien[60].
- Il est l'époux de Harminder Kaur depuis 2002[60].
- Bien qu'il continue sa carrière de catcheur, il reste membre des forces de police comme sous-inspecteur dans la police du Penjab[61]. Il annonce en juin 2016 qu'il compte quitter ce poste[61].
- Il accomplit des démarches pour avoir la nationalité américaine et l'obtient le 20 février 2014[62].

## Palmarès

### En catch
- New Japan Pro-Wrestling
  - Teisen Hall Cup (2002) avec Masahiro Chōno et Giant Silva[13]
- World Wrestling Entertainment
  - 1 fois Champion du Monde Poids-Lourds de la WWE (20 juillet 2007- 16 septembre 2007)
  - Vainqueur d'une Battle Royale à WrestleMania XXVII
  - WWE Hall of Fame (2021)
  - Slammy Award
    - Moment le plus choquant de l'année (2008) pour le Kiss Cam ![63]

### En culturisme
- Mr India
  -  en 1997
  -  en 1998

## Récompenses des magazines
- Pro Wrestling Illustrated

| Année | 2002 | 2003 à 2005 | 2006 | 2007 | 2008 | 2009 | 2010 | 2011 | 2012 | 2013 | 2014 |
| ----- | ---- | ----------- | ---- | ---- | ---- | ---- | ---- | ---- | ---- | ---- | ---- |
| Rang  | 408  | Non classé  | 144  | 101  | 83   | 118  | 130  | 105  | 103  | 133  | 169  |

- Wrestling Observer Newsletter awards
  - Most Overrated (2007)[65]
  - Pire Gimmick (2008)[66]

## Filmographie

### Cinéma
- 2005 : Mi-temps au mitard (The Longest Yard) de Peter Segal : Turley
- 2008 : Max la Menace (Get Smart) de Peter Segal : Dalip
- 2010 : MacGruber de Jorma Taccone : Tug Phelps
- 2010 : Kushti de T.K Rajeev Kumar : Ramakrishna
- 2010 : Ramaa: The Saviour de Haadi Abrar : Vali
- 2012 : Sur la piste du Marsupilami d'Alain Chabat : Bolo

### Télévision
- 2010 : Bigg Boss : Lui-même (téléréalité)
- 2011 : Outsourced : Fantasy Rajiv (saison 1, épisode 18)
- 2012 : Paire de rois (Pairs of Kings) : Atog (saison 1, épisode 1)